# Bethlehem Automobile Company
Bethlehem Automobile Company war ein US-amerikanischer Hersteller von Automobilen.

## Unternehmensgeschichte
Das Unternehmen wurde im Februar 1907 in Bethlehem in Pennsylvania gegründet. Beteiligt waren M. S. Heim und W. S. Stoltz, die beide vorher für Duryea tätig waren. Im November desselben Jahres begann die Produktion von Automobilen. Der Markenname lautete Ideal. Am 6. Juli 1908 übernahm der örtliche Sheriff das Unternehmen. Er verkaufte in den folgenden Wochen den Maschinenpark.
Es gab mehrere US-amerikanische Hersteller von Personenkraftwagen der Marke Ideal: Ideal Automobile Manufacturing Company, Richmond & Holmes Company, B. & P. Company, Ideal Motor Vehicle Company, Ideal Runabout Manufacturing Company, Bethlehem Automobile Company, Ideal Electric Vehicle Company, Ideal Shop und Bethlehem Motor Truck Company.

## Fahrzeuge
Das Vorbild waren Fahrzeuge von Napier & Son aus England.